# (3060) Delcano
(3060) Delcano es un asteroide perteneciente al cinturón de asteroides, descubierto el 12 de septiembre de 1982 por Paul Wild desde el Observatorio de Berna-Zimmerwald, Berna, Suiza.

## Designación y nombre
Designado provisionalmente como 1982 RD1. Fue nombrado Delcano en honor al navegante y explorador español Juan Sebastián Elcano.